# Paku Alam VII
Paku Alam VII (Yogyakarta, 9 dicembre 1882 – Yogyakarta, 16 febbraio 1937) è stato un sovrano indonesiano.
Fu il settimo principe di Pakualaman.

## Biografia
Figlio di Paku Alam VI, nato col nome di Surarjo, quando suo padre morì improvvisamente nel 1902, egli stava ancora terminando i propri studi e pertanto il governo coloniale olandese delle Indie orientali, nominò un consiglio di reggenza per la sua persona che lo tutelò al governo sino al 1906 quando venne finalmente incoronato sovrano, il 17 dicembre di quello stesso anno.
Paku Alam VII, che fu sempre particolarmente legato al governo olandese, dopo la sua intronazione portò avanti una serie di riforme in campo agricolo e sociale nel suo paese. Fu il primo sovrano di Pakualaman a pubblicare un bollettino ufficiale di governo stampato, modernizzando la partecipazione del popolo alle azioni di governo. Dal 1921 gli venne concesso dal governo olandese il titolo di colonnello onorario dell'esercito olandese.
Oltre che alle azioni di governo, l'attenzione di Paku Alam VII si concentrò anche sulle arti e sulla loro promozione, in particolare nella danza. Era solito organizzare grandi spettacoli cerimoniali in occasione di visite ufficiali di capi di stato o ospiti stranieri. Promosse largamente anche l'istruzione nel suo paese e istituì anche delle borse di studio per garantire la continuazione degli studi per colore che intendevano proseguire gli studi superiori.
Il 5 gennaio 1909 Paku Alam VII sposò Retno Puwoso, figlia di Pakubuwono X, sunan Surakarta. Presenziò al matrimonio della principessa ereditaria Giuliana dei Paesi Bassi col principe Bernhard van Lippe-Biesterfeld nel 1936. Morì il 16 febbraio 1937 e venne sepolto il 18 febbraio dello stesso anno al mausoleo di Girigondo.